# 能势郡
能势郡为過去日本大阪府辖下的郡，已於1896年4月1日與豐島郡合并为丰能郡。
在1880年實施郡區町村編制法時的轄區包括現在的豐能町和能勢町。

## 歷史
在令制國時代屬於攝津國，過去在7世紀以前原本為河邊郡的一部分，在713年才獨立設置違能勢郡。
在江戶時代大部分區域為幕府和旗本領地，另有少部分區域屬飯野藩和岡部藩（後來更名為半原藩）領地。
明治維新後，郡內的幕府領地和旗本領地先後被劃為大坂裁判所司農局、大阪府司農局、大阪府北司農局、攝津縣、豐崎縣、兵庫縣的轄區；飯野藩領地在1870年也被併入兵庫縣，半原藩的領地在1871年實施廢藩置縣後被劃為由藩改設立的半原縣；不過在僅半年後的第一次府縣整併中，能勢郡的全部區域又被整併隸屬於大阪府。
1879年實施郡區町村編製法，正式的設置了近代的行政區劃「能勢郡」，最初郡役所設於地黃村（位於現在的能勢町），但在1881年與豐島郡的郡役所整併為「豐島能勢郡役所」。

### 沿革

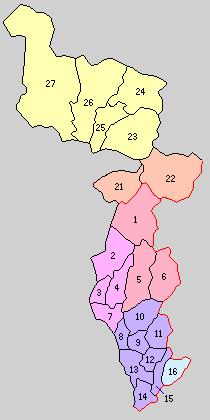
1889年能勢郡轄下的行政區劃：
21.吉川村 22.東能勢村 23.東鄉村 24.歌垣村 25.田尻村 26.西鄉村 27.枳根莊村
（橙色：現屬豐能町、黃色：現屬能勢町、1 - 16屬豐島郡）

- 1889年04月1日：實施町村制，能勢郡下設吉川村（日语：吉川村 (大阪府)）、東能勢村、東鄉村（日语：東郷村 (大阪府)）、歌垣村（日语：歌垣村）、田尻村（日语：田尻村 (大阪府)）、西鄉村（日语：西郷村 (大阪府)）、枳根莊村（日语：枳根荘村）。（7村）
- 1896年04月1日：實施郡制（日语：郡制），同時原屬於「豐島能勢役所」的區域被合併為豐能郡。